# Stanisław Bieńkowski (profesor)
Stanisław Korwin Bieńkowski (ur. 15 lutego 1882 w Białowieży, zm. 14 września 1958 w Krakowie) – profesor nauk o zarządzaniu, prorektor Uniwersytetu Ekonomicznego w Krakowie (1945–1951), jeden z czołowych przedstawicieli nurtu humanizacyjnego w naukach o zarządzaniu.

## Życiorys
W 1906 ukończył studia na Wydziale Mechaniczny Politechniki w Berlinie (Charlottenburgu), uzyskując tytuł inżyniera za pracę pt. Projektowanie i organizacja fabryki wiertarek. Jeszcze podczas studiów podjął pracę w fabryce kabli należącej do koncernu AEG. Zdobyte tam doświadczenia zawodowe posłużyły mu do napisania pracy doktorskiej pt. Wpływ czynników zewnętrznych na wydajność pracy w fabryce kabli, którą obronił w 1910. Rozprawa ta została opublikowana i była często cytowana w literaturze europejskiej.
W 1911 rozpoczął pracę w Lwowskim Banku Przemysłowym. Do jego zadań należało opiniowanie projektów budowy nowych zakładów, samodzielne opracowywanie projektów oraz kierowanie budową zakładów finansowanych przez Bank. Do najważniejszych jego dokonań w tym okresie należą: opracowanie projektu i kierowanie budową fabryki obuwia Gafota, sanacja organizacyjna fabryki akumulatorów oraz modernizacja zakładów Metal.
Podczas obrony Lwowa w trakcie wojny polsko-ukraińskiej był komendantem cywilnym Miejskiej Straży Obywatelskiej w Sygniówce.
Działał w Związku-Ludowo-Narodowym. W 1925 rozpoczął pracę wykładowcy na Politechnice Lwowskiej. Był referentem wychowania fizycznego w Komitecie Wojewódzkim, a także oboźnym miejskim Obozu Wielkiej Polski. W 1935 uzyskał habilitację na podstawie rozprawy pt. Organizacja i zarząd zakładu przemysłowego. W 1937 objął stanowisko docenta. W 1938 został kierownikiem Katedry Organizacji i Zarządu Przedsiębiorstw w Akademii Handlowej w Krakowie. W czasie okupacji niemieckiej uczył w Liceum Administracyjno-Handlowym w Krakowie i kierował biurem przewozowym.
Po zakończeniu II wojny światowej Stanisław Bieńkowski wznowił działalność Instytutu Naukowego Organizacji i Kierownictwa (obecnie Towarzystwo Naukowe Organizacji i Kierownictwa). Profesor objął stanowisko prezesa Instytutu i pełnił tę funkcję do czasu przeniesienia siedziby do Warszawy w 1948. Po wojnie reaktywowana została również Katedra Organizacji i Zarządu Przedsiębiorstw, którą Bieńkowski kierował do 1950. W latach 1945–1951 pełnił funkcję prorektora Akademii Handlowej w Krakowie. W 1951 roku został zmuszony do przejścia na wcześniejszą emeryturę.
Zmarł w Krakowie. Pochowany na cmentarzu Rakowickim (kwatera Cc-4-4).
Jego synem był Andrzej Bieńkowski, również ekonomista.

## Dorobek naukowy
Stanisław Bieńkowski opracował teorię optymalnej wielkości przedsiębiorstwa. Sformułował też wzory opisujące optymalną wielkość przedsiębiorstwa oraz granicę rentowności koncentracji organizacyjnej.
W dorobku naukowym Stanisława Bieńkowskiego można wyróżnić kilka kierunków badawczych, w szczególności psychologię i fizjologię pracy. W jednym z powojennych artykułów pisał, że naukowa organizacja pracy staje się szczególnie popularna wówczas, gdy z powodu gwałtownych wstrząsów społecznych lub wojen, rozmaite zagadnienia społeczne domagają się rozwiązania, a równocześnie dany kraj znajduje się w trudnej sytuacji gospodarczej. Ilustrował to przykładem USA, gdzie po I wojnie światowej komisja Hoovera stwierdziła, że ubytek produkcji spowodowany marnotrawstwem wysiłków ludzkich, materiałów itp. wyniósł w przybliżeniu 2/3 zdolności produkcyjnej badanych zakładów. W 1912 roku na Zjeździe Prawników i Ekonomistów Polskich Bieńkowski wygłosił referat na temat psychologii i fizjologii pracy.
Pierwszy w Polsce zajął się psychotechniką, jako narzędziem właściwego doboru ludzi na określone stanowiska i opracował pierwszy syntetyczny zarys nauki o pracy, którą nazwał ergologią. Był autorem badań z tego zakresu, analizował takie aspekty jak: bilans energetyczny organizmu ludzkiego, wpływ zmęczenia na wydajność, fizjologiczne aspekty wypoczynku, wpływ wprawy na wydajność, przebieg wydajności dziennej i tygodniowej.
Publikacje Bieńkowskiego dotykały różnorodnych aspektów z zakresu organizacji. W wydanej w 1931 pracy Dobór pracowników jako współczynnik zmniejszenia kosztów produkcji poruszał problemy związane z psychotechniką, omawiał również szeroko kwestię motywacji, łącząc jej aspekty ekonomiczne i psychologiczne. Analizując problematykę reorganizacji, zwracał szczególną uwagę na kwestie natury psychologicznej, mówił o tzw. prawie inercji i prawie przekory. Jego zdaniem prawo inercji (bezwładności) nie odnosi się wyłącznie do ciał materialnych, ale również nastawień psychicznych. Wskazując na wpływ podświadomości na kształtowanie ludzkich postaw, sformułował warunki, których spełnienie może sprzyjać wdrażaniu zmian organizacyjnych (usunięcie dotychczasowych nawyków, przekonanie o celowości innego postępowania, kształtowanie podświadomości celem przyjęcia innych nawyków).
Bieńkowski usystematyzował zasady budowania struktur organizacyjnych, w oparciu o 3 zasadnicze prawa (tzw. Triada Bieńkowskiego):
- prawo rozgraniczenia kompetencji (idea rozgraniczania obowiązków, swoboda w realizacji zleceń ramowych)
- prawo wyjątku (wyższy szczebel zatwierdza jedynie czynności odbiegające od zleceń ramowych, zwłaszcza sprzeczne z nimi – jest to zabezpieczenie przed przeciążeniem od czynności zbędnych)
- prawo najkrótszej drogi, czyli najmniejszej liczby punktów przebiegowych.

Bieńkowski zajmował się również badaniami cech kierowniczych. W publikacji Psychologia kierownictwa do najważniejszych z nich zaliczył wolę, odwagę oraz przewidywanie, natomiast wśród cech uzupełniających wskazał na doświadczenie, opanowanie oraz zdolność podporządkowania się.

## Stanowiska
- Kierownik Katedry Organizacji i Zarządu Przedsiębiorstw Przemysłowych w Akademii Handlowej w Krakowie (1938–1939 i 1945–1950)
- prorektor Akademii Handlowej w Krakowie (1945–1951)
- prezes Instytutu Naukowego Organizacji i Kierownictwa (1945–1948)

## Ordery i odznaczenia
- Złoty Krzyż Zasługi (5 lipca 1939)[4]

## Ważne publikacje
- Dobór pracowników jako współczynnik zmniejszenia kosztów produkcji, 1931.
- Psychologia kierownictwa, Kraków, 1945.
- Człowiek społeczny, Kraków, 1946.